# Andrés Miguel Díaz
Pour les articles homonymes, voir Díaz.
Díaz  Corrales est un nom espagnol. Le premier nom de famille, en général paternel, est Díaz ; le second, en général maternel, souvent omis, est Corrales.
Andrés Miguel Díaz Corrales, né le 20 janvier 1984 à Cartago (département de Valle del Cauca), est un coureur cycliste colombien.

## Palmarès sur route
- 2006
  - 4e étape de la Vuelta Gobernacion Norte de Santander
  - 2e du championnat de Colombie sur route espoirs
  - 2e de l'Escalade de Montjuïc amateurs
- 2007
  - 3e du championnat de Colombie sur route
- 2008
  - Vuelta del Huila :
    - Classement général
    - 1re étape (contre-la-montre)
- 2009
  - 8ea étape du Tour de Guadeloupe
  - Green Mountain Stage Race :
    - Classement général
    - 3e étape
- 2011
  - 2e de la Sea Otter Classic
- 2012
  - 3e du Nature Valley Grand Prix
- 2013
  - 2e du Nature Valley Grand Prix
  - 3e du championnat de Colombie sur route[1]

## Palmarès sur piste

### Championnats de Colombie
- Cali 2008
  -  Médaillé d'or de la course aux points des XVIII Juegos Deportivos Nacionales[2].
  -  Médaillé d'or de la course scratch[3] des XVIII Juegos Deportivos Nacionales.
- Barranquilla 2009
  -  Médaillé d'argent de la course scratch[4].
- Bogota 2011
  -  Médaillé d'argent de la course scratch[5].
  -  Médaillé de bronze de la course aux points[6].
- Medellín 2014
  -  Médaillé de bronze de la course scratch[7].
- Cali 2017
  -  Médaillé d'argent de la course aux points[8].

## Classements mondiaux
| Année            | 2006 | 2007 | 2008 | 2009 | 2010 | 2011 | 2012 | 2013 | 2014 |
| ---------------- | ---- | ---- | ---- | ---- | ---- | ---- | ---- | ---- | ---- |
| UCI America Tour | 93e  |      | 327e | 310e | 195e |      |      |      | 274e |
| UCI Europe Tour  |      |      |      |      | 863e |      |      |      |      |